# Фіца Михайло Іванович
Михайло Іванович Фіца (нар. 24 лютого 1962, село Боронява, Хустський район, Закарпатська область, Україна) — український актор театру і кіно, заслужений артист України (2012).

## Біографія
Михайло Фіца народився 24 лютого 1962 року у селі Боронява, Хустського району, Закарпатської області. У 1990 році закінчив Київський інститут театрального мистецтва ім. І. К. Карпенка-Карого, керівник курсу — Народна артистка України Ткаченко Юлія Семенівна. Після закінчення інституту був запрошений до Львова в Національний академічний український драматичний театр імені Марії Заньковецької, у якому пропрацював п'ять років. Потім були: Кримський академічний російський драматичний театр імені Максима Горького, Національний академічний театр російської драми імені Лесі Українки, Київський драматичний театр «Браво».
У 2007 році заснував власний монотеатр «МІФ». В репертуарі театру є твори М. Гоголя, А. Чехова і «Дон Кіхот» Сервантеса.

## Ролі

### Театральні постановки
Зіграв 74 театральних ролей, з них 29 головних.
Моновистави:
- «Записки божевільного», М. В. Гоголь[3]
- «Сповідь», Жан Жене «Щоденник злодія»
- Композиція на вірші В.Палінского
- «Макбет», Вільям Шекспір
- Моновистави на вірші Т. Г. Шевченко і Лесі Українки
- «Пропозиція» (комедія), А. П. Чехов
- «Лагідна», Ф. М. Достоєвський
- «Синій автомобіль», Я. М. Стельмах
- «Послання», Т. Г. Шевченко[4]
- «Крейцерова соната», Л.М.Толстой
- «Ревізор», М.В.Гоголь[5]
- «Дон Кіхот», Мігель де Сервантес[6]
- «Гамлет», Вільям Шекспір[7]

### Фільми та серіали
1. 1993 — Пастка — епізод
2. 1993 — Злочин з багатьма невідомими
3. 2006 — Повернення Мухтара-2 — оператор
4. 2007 — Серцю не накажеш (Україна) — епізод
5. 2007 — Тримай мене міцніше (Україна) — епізод
6. 2007 — Ситуація 202 — лікар (епізод)
7. 2007 — Леся + Рома — епізод
8. 2007 — Повернення Мухтара- 3 — фальшивомонетник
9. 2007 — Колишня — міліціонер
10. 2008 — Ангел-охоронець — експерт
11. 2008 — Рідні люди — незнайомець
12. 2008 — Хімія почуттів — епізод
13. 2009 — Згідно із законом (Україна) — Павло Острогін (17 серія)
14. 2009 — Брат за брата — бізнесмен (? Серія)
15. 2009 — Повернення Мухтара-4 — громадянин (17серія)
16. 2009 — Повернення Мухтара-5 — Лапшин (10 серія)
17. 2009 — Тільки любов — міліціонер
18. 2009 — Чудо — капітан міліції
19. 2010 — Повернення Мухтара-6 — лікар в лікарні (78 серія)
20. 2010 — Свати — тирник  (? Серія)
21. 2010 — Єфросинія — дільничний міліціонер (? Серія)
22. 2010 — Маршрут милосердя — портьє (? Серія)
23. 2010 — Сусіди — свідок нареченого (епізод)
24. 2011 — Повернення Мухтара-7 — алкоголік (44 серія)
25. 2011 — Таксі — пасажир (? Серія)
26. 2011 — Картина крейдою — майор Левін (головна роль, 4 серія)
27. 2012 — П'ять років і один день — Семен-циган (епізод)
28. 2012 — Джамайка — інспектор санепідемстанції (епізод)
29. 2012 — Жіночий лікар — батько Дениса.
30. 2013 — Мажор — лікар Кирилова (епізод)
31. 2013 — Брат за брата 3 — прокурор
32. 2013 — Повернення Мухтара-8 — Крутиков
33. 2015 — Пес — Наглядач (16 серія)

### Документальні детективи наСТБ
- «У пошуках істини» (документальний детектив телеканалу СТБ), роль маршала Рокосовського
- «Чужі помилки» (документальний детектив телеканалу СТБ), 2 головні ролі

### Документальний проект «Речдок» телеканалуІнтер
Головна роль слідчого І. І. Забродського в серіях:
- Дар переконання
- Перлина Києва
- Вірний розрахунок
- Аромат фіалки
- У нестямі
- Сімейні цінності

## Нагороди
- Заслужений артист України 21 січня 2012 року — № 28/2012;
- Лауреат III Міжнародного фестивалю «Золотий лев» (з моноспектаклем за Жаном Жене «Сповідь»), 1994;
- Лауреат Всеукраїнського конкурсу читців ім. Лесі Українки (ІІ премія), м Ялта, 1999;
- Лауреат Всеукраїнського фестивалю моно-мистецтв «Розкуття»;
- Лауреат Міжнародного фестивалю етнічних театрів національних меншин, м Мукачево, травень 2010;
- Лауреат Міжнародного театрального фестивалю «Етносфера» (з моноспектаклем за М. В. Гоголем «Записки божевільного»), 2010.